# Acacia rhodophloia
Acacia rhodophloia är en ärtväxtart som beskrevs av Bruce R. Maslin. Acacia rhodophloia ingår i släktet akacior, och familjen ärtväxter. Inga underarter finns listade i Catalogue of Life.